# Căn cứ Sông Bé
Căn cứ Sông Bé (còn gọi là Sân bay Sông Bé, Sân bay Farley hoặc Bãi đáp Buttons) là căn cứ quân sự cũ của Quân đội Mỹ và Quân lực Việt Nam Cộng hòa nằm ở phía tây nam quận Phước Bình, tỉnh Phước Long, Việt Nam Cộng hòa.

## Lịch sử

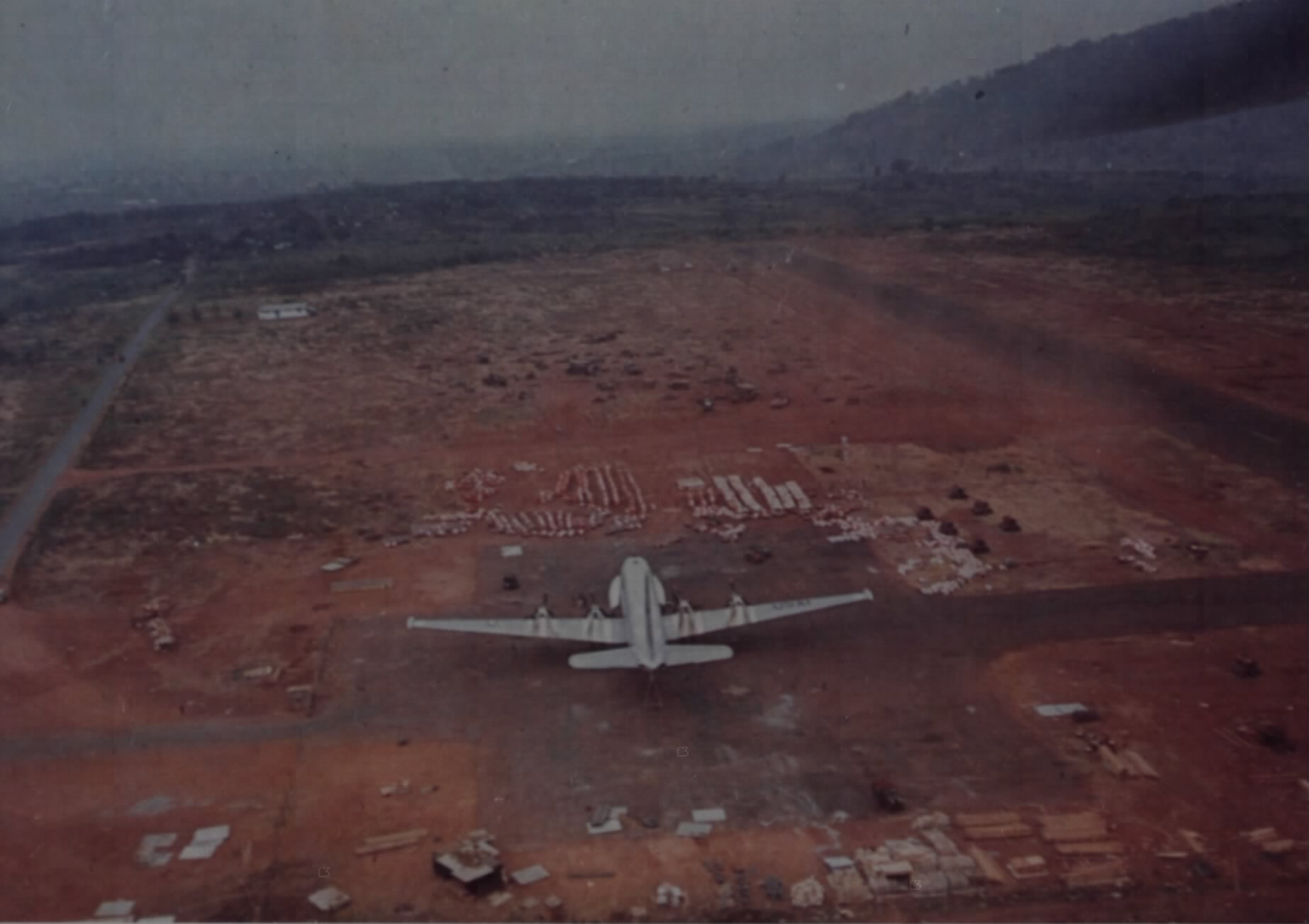
C-124 bốc dỡ thiết bị kỹ thuật tại Sông Bé, ngày 4 tháng 4 năm 1967.

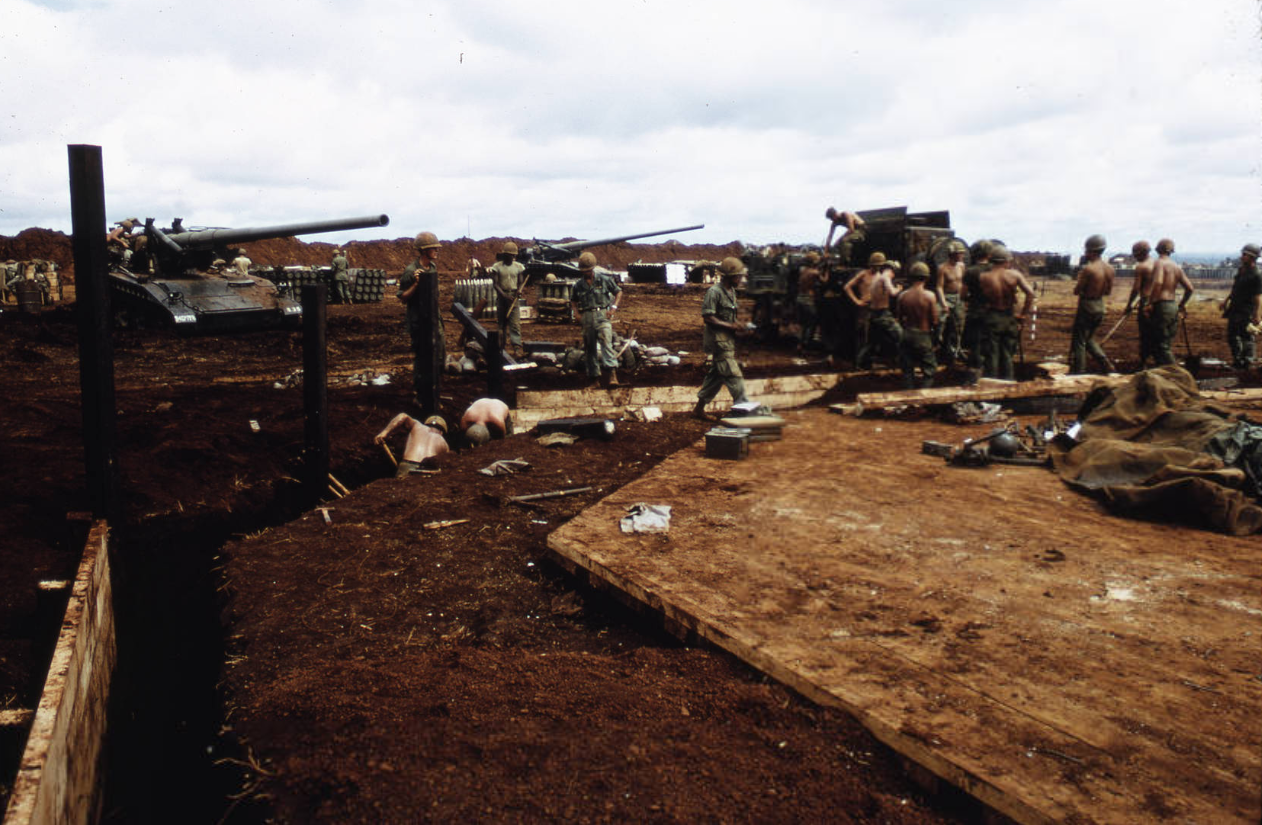
Xây dựng ụ pháo, ngày 23 tháng 9 năm 1967.

Căn cứ này ban đầu được thành lập vào tháng 4 năm 1965 đóng vai trò là căn cứ của Biệt đội B-34 Liên đoàn 5 Biệt kích quân Mỹ và nằm cách quận Phước Bình khoảng 2 km về phía tây nam tỉnh Phước Long.:77 Trận Sông Bé đã diễn ra xung quanh căn cứ này vào tháng 5 năm 1965.
Ngày 10 tháng 4 năm 1966, Lữ đoàn 173 Nhảy dù Mỹ đã di chuyển lực lượng đến Sông Bé để tham dự Chiến dịch Denver và ở lại đó cho đến cuối tháng 4.
Lữ đoàn 199 Khinh binh Mỹ đóng quân tại Sông Bé từ tháng 12 năm 1966 đến tháng 2 năm 1967.
Lữ đoàn 1, Sư đoàn 1 Bộ binh gồm:
- Tiểu đoàn 1, Trung đoàn 2 Bộ binh[2]:137
- Tiểu đoàn 1, Trung đoàn 26 Bộ binh[2]:146
- Tiểu đoàn 1, Trung đoàn 28 Bộ binh[2]:147

đóng quân tại Sông Bé từ tháng 5 đến tháng 6 năm 1969.
Lữ đoàn 1, Sư đoàn Dù 101 đóng quân tại Sông Bé vào tháng 1 năm 1968.:157
Tháng 8 năm 1969, Lữ đoàn 2, Sư đoàn 1 Kỵ binh gồm:
- Tiểu đoàn 5, Trung đoàn 7 Kỵ binh[2]:128
- Tiểu đoàn 1, Trung đoàn 12 Kỵ binh[2]:132
- Tiểu đoàn 2, Trung đoàn 12 Kỵ binh[2]:132

chuyển đến Sông Bé và ở lại đây cho đến tháng 3 năm 1971.
Các đơn vị khác đóng quân tại Sông Bé bao gồm:
- Tiểu đoàn 2, Trung đoàn 19 Pháo binh (1970)[2]:101
- Tiểu đoàn 2, Trung đoàn 40 Pháo binh (1968)[2]:104
- Tiểu đoàn 1, Trung đoàn 77 Pháo binh[2]:106
- Kỵ đội 1, Trung đoàn 9 Kỵ binh[3]
  - Đội quân Alpha

## Sự cố
- Ngày 18 tháng 12 năm 1974, Lockheed C-130A Hercules #56-0521 của Không quân Việt Nam Cộng hòa bị phá hủy trên mặt đất.
- Ngày 25 tháng 12 năm 1974, C-130A #55-0016 của Không quân Việt Nam Cộng hòa bị bắn trúng khi đang hạ cánh.

## Hiện tại
Căn cứ này đã chia lô phân nền, trở thành trung tâm hành chính của phường Phước Bình, tỉnh Đồng Nai (Phước Long, Bình Phước cũ)